# Historia de la globalización

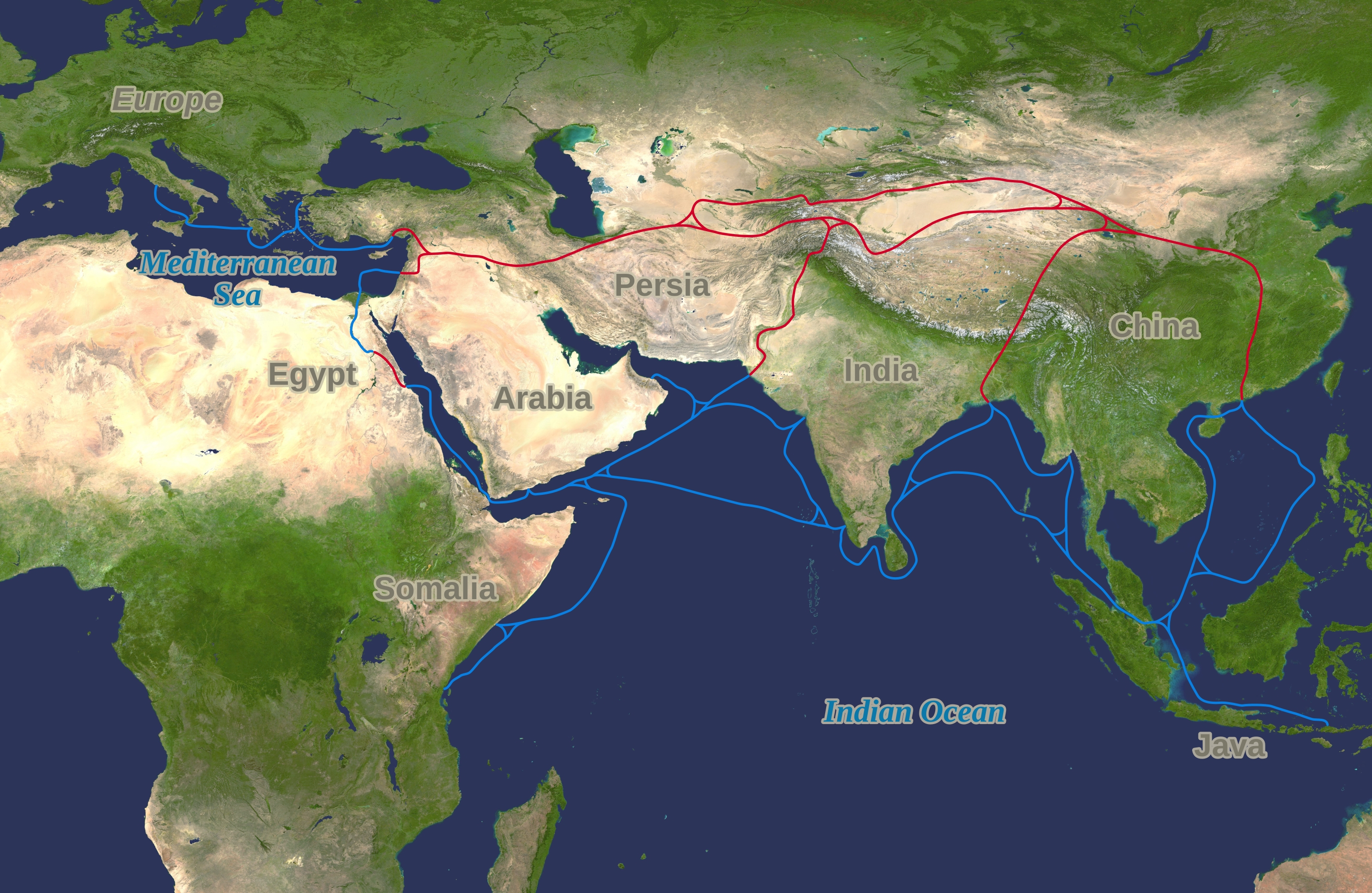
La amplitud de la Ruta de la Seda y las rutas del comercio de especias bloqueadas por el Imperio Otomano en 1453 estimularon la exploración.

Los orígenes de esta globalización que hubo un debate en curso. Aunque varios investigadores sitúan los orígenes de la globalización en la era moderna, otros lo consideran un fenómeno con una larga historia.
Algunos autores han argumentado que extender el comienzo de la globalización mucho tiempo atrás convierte el concepto completamente inoperante e inútil para el análisis político, por lo que estos investigadores sitúan los orígenes de la globalización en la era moderna.

## Globalización arcaica
Tal vez el mayor defensor extremo de un profundo origen histórico de la globalización era Andre Gunder Frank, un economista, asociado con la teoría de la dependencia. Frank expuso que ha existido una forma de globalización desde el surgimiento de vínculos comerciales entre Sumeria y la Civilización del Valle del Indo en el tercer milenio A.C. Los críticos de esta idea sostienen que está basada en una definición más amplia de globalización..
Thomas L. Friedman divide la historia de la globalización en tres periodos: Globalización 1 (1492 - 1800), Globalización 2 (1800 - 2000) y Globalización 3 (2000 - Presente). El expone que la Globalización  implicaba la globalización de los países, la Globalización 2 la de las compañías y la Globalización 3 la de los individuos.
Incluso tan tempranamente como en la Prehistoria, las raíces de la globalización moderna pueden ser encontradas. La expansión territorial de nuestros antepasados por todos los cinco continentes fue un componente fundamental en el establecimiento de la globalización. El desarrollo de la agricultura promovió la globalización mediante la conversión de la mayoría de la población mundial a una forma de vida sedentaria. Sin embargo, la globalización fracasó en su aceleración debido a la falta de interacción de larga distancia y de tecnología. El proceso contemporáneo de la globalización tuvo lugar aproximadamente a mediados del siglo XIX, conforme el aumento de capital y la movilidad laboral se asociaron con la disminución del costo del transporte, lo que condujo a un mundo más pequeño.

El sistema mundial del siglo XIII

Una forma temprana de economía y cultura globalizadas, conocida como globalización primitiva, existió durante la Era Helénica, cuando los centros urbanos comercializados giraban alrededor del eje de la cultura Griega en una amplia variedad que se extendía desde India hasta España, con ciudades como Alejandría, Atenas y Antioquía en su centro. El comercio se expandió durante este periodo, y es la primera vez que surgió la idea de cultura cosmopolita (Del Griego "Cosmopolis", que significa "Ciudad mundial"). Otros han percibido una temprana forma de globalización en las relaciones de comercio entre el Imperio Romano, el Imperio Persa, y la Dinastía Han. La creciente articulación de relaciones comerciales entre esos poderes inspiró el desarrollo de la Ruta de la Seda, la cual comenzó en el oeste de China, alcanzó las fronteras del Imperio Persa, y siguió hacia Roma.
La era dorada Islámica fue también una importante etapa de la Globalización, cuando los comerciantes, exploradores judíos y musulmanes establecen una economía sustentable al otro lado del Viejo Continente resultando en una globalización de los cultivos, el comercio, el conocimiento y la tecnología. Cultivos significativos a nivel global como azúcar y algodón se volvieron ampliamente cultivados durante este período en el mundo musulmán, mientras la necesidad de aprender árabe y cumplir el viaje a la Meca crearon una cultura cosmopolita.

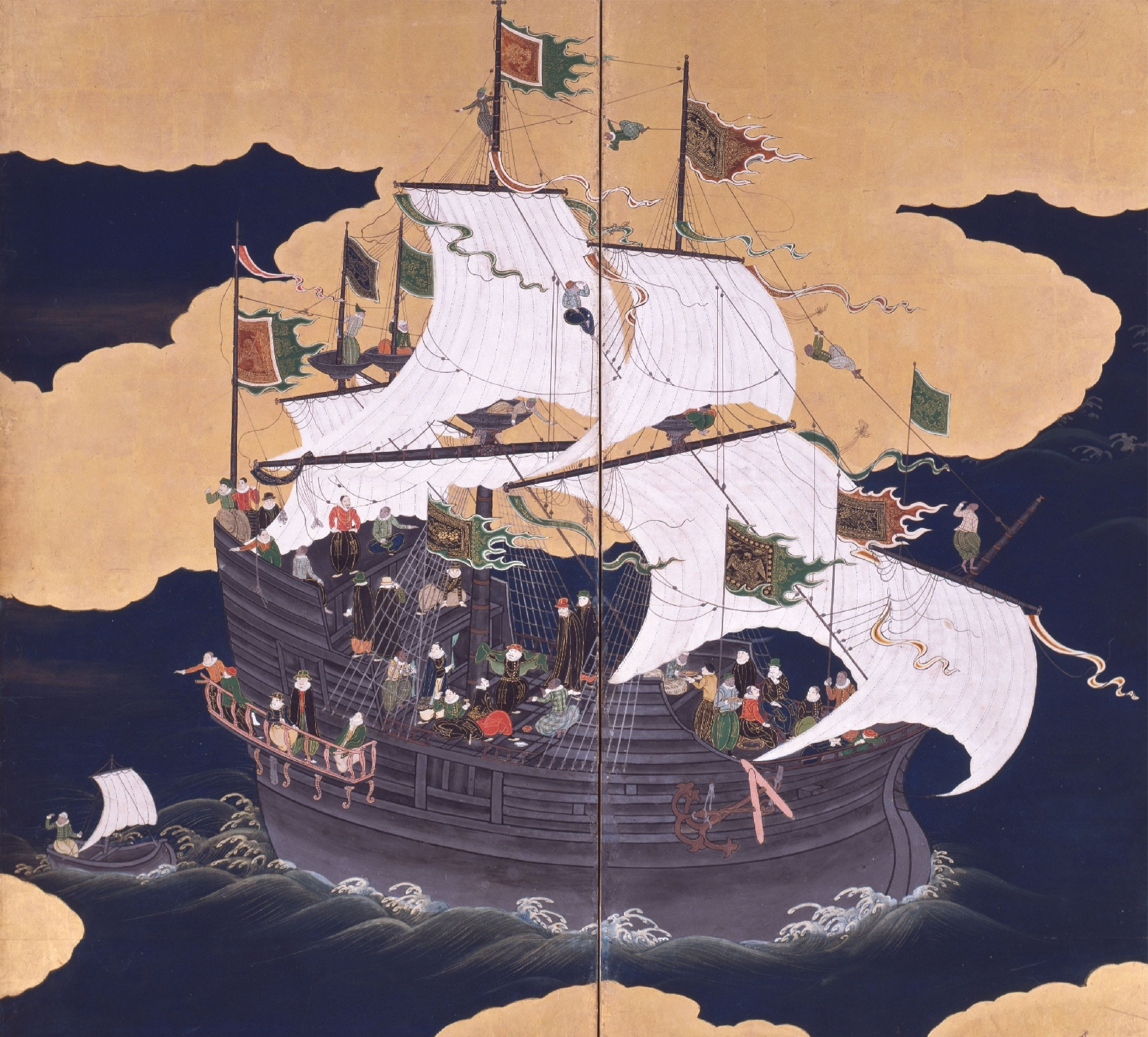
Las carabelas portuguesas llegaron a Nagasaki, como muestra este grabado de estilo Nanban japonés del siglo XVII.

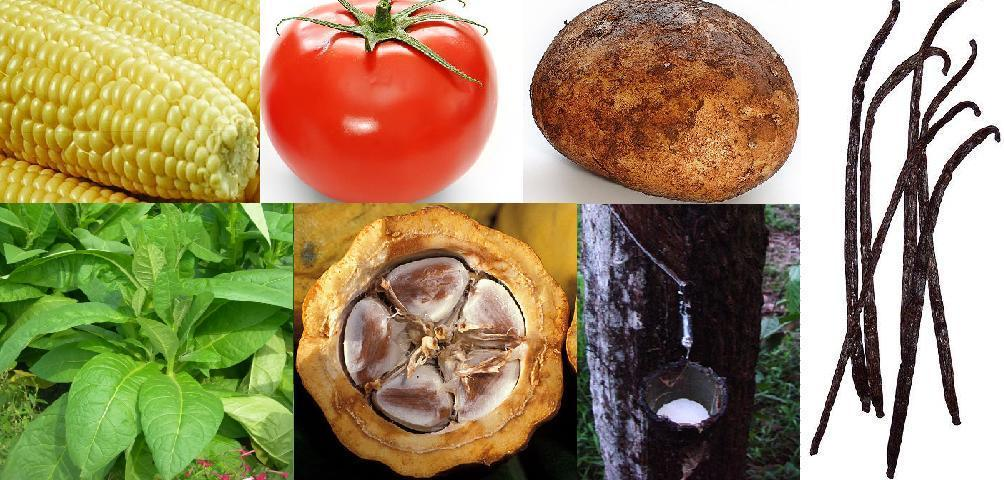
productos agrarios del Nuevo Mundo que se intercambiaron globalmente: Maíz, Tomate, Patata, Vainilla, Caucho, Cacao, Tabaco.

La llegada del Imperio Mongol, a pesar de desestabilizar los centros comerciales de Medio Oriente y China, facilitó mucho el viaje a través de la Ruta de la Seda. Esto permitió a los viajeros y misioneros como Marco Polo viajar con éxito (y rentáblemente) de una punta de Eurasia a la otra. La Pax Mongólica del siglo XIII tuvo muchos otros notables efectos a nivel mundial. Fue la época de la creación del primer servicio postal internacional, y también de la rápida trasmisión de epidemias como por ejemplo la peste bubónica a través de las recién unificadas regiones de Asia Central. [9] Estas fases premodernas de intercambio global son conocidas a veces como globalización arcaica. Sin embargo, volviendo al siglo XVI, incluso el más expandido sistema de intercambio estaba limitado al Viejo Mundo.

## Protoglobalización
La nueva fase es a veces conocida como protoglobalización. Estuvo caracterizada por el surgimiento de los imperios navales europeos, en los siglos XVI y XVII, primero los imperios portugués y el español, luego los imperios holandés y británico. En el siglo XVII, la globalización se volvió un fenómeno que también afectaba a las empresas privadas cuando compañías constituidas como la Compañía Británica de las Indias Orientales (fundada en 1600), descrita con frecuencia como la primera corporación multinacional, y la Compañía Neerlandesa de las Indias Orientales (fundada en 1602) se establecieron.
La Era de los Descubrimientos trajo un extenso cambio en la globalización del mundo, siendo el primer periodo en el cual Eurasia y África atrajeron un intercambio cultural, material y biológico con el Nuevo Mundo. Se inició a finales del siglo XV, cuando los dos Reinos de la península ibérica - Portugal y Castilla - enviaron los primeros viajes de exploración por el Cabo de Buena Esperanza y de las Américas, "descubierto" en 1492 por Cristóbal Colón. Poco antes de la vuelta del siglo XVI, los portugueses comenzaron a establecer puestos de comercio (fábricas) desde África a Asia y Brasil, para hacer frente a la comercialización de productos locales como el oro, las especias y la madera, iniciando un centro internacional de negocios bajo el monopolio real, la Casa de Indias.
La integración mundial continuó con la colonización europea de las Américas iniciando el Intercambio con América, un gran generalizada intercambio de plantas, animales, alimentos, poblaciones humanas (incluidos los esclavos), enfermedades transmisibles, y de cultura entre los hemisferios Oriental y Occidental. Fue uno de los eventos mundiales más importantes de la historia en relación con la ecología, la agricultura y la cultura. Nuevos cultivos que habían venido de las Américas vía los navegantes europeos en el siglo XVI contribuyeron significativamente al crecimiento de la población mundial.

## Globalización moderna

Mapa animado que muestra la evolución de los imperios coloniales desde 1492 al presente.

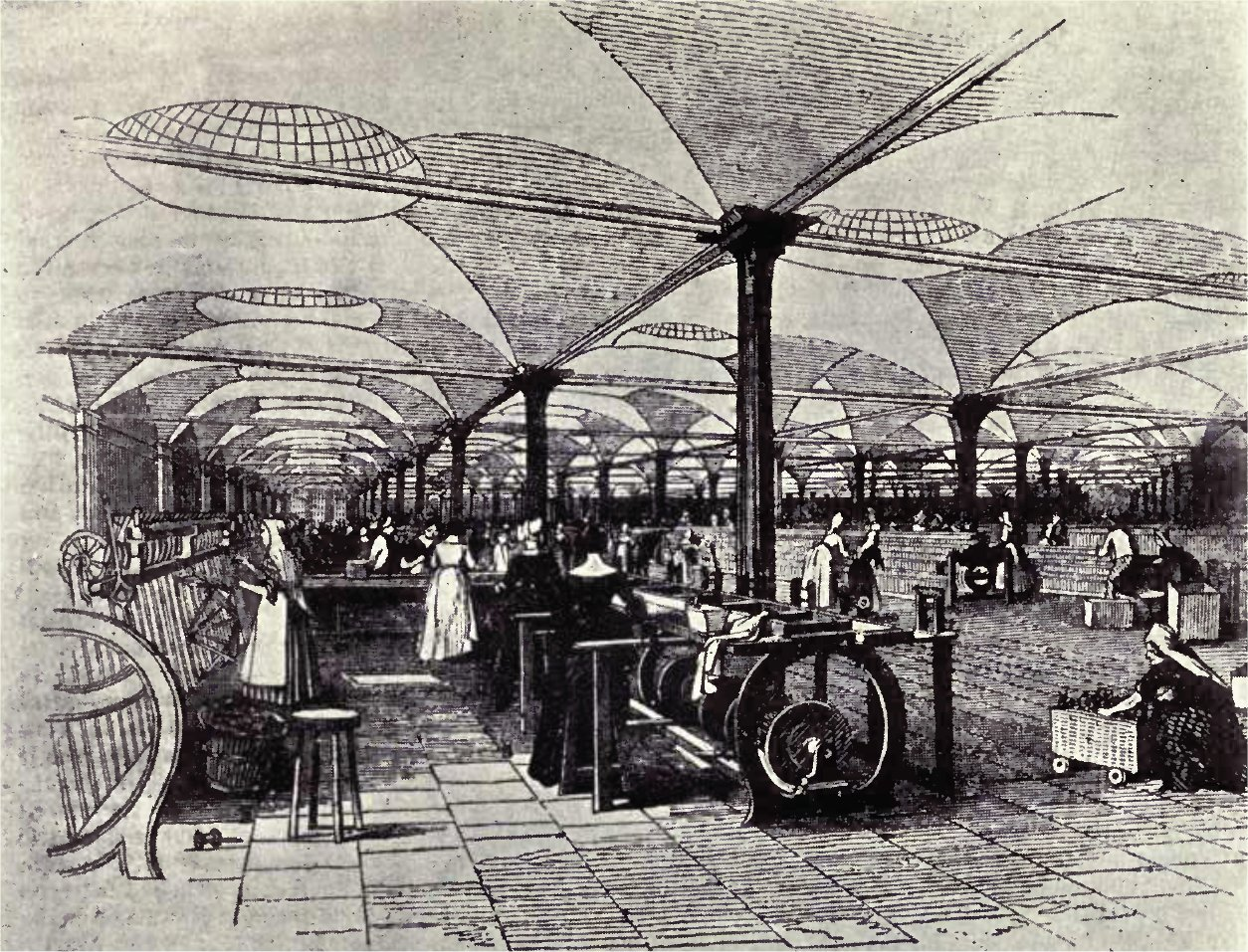
En el siglo XIX Gran Bretaña se convirtió en la primera superpotencia económica mundial, por su superior tecnología de manufactura y sus comunicaciones globales mejoradas como sus barcos a vapor y ferrocarriles.

El siglo XIX presenció la llegada de la globalización acercándose a su forma actual. La industrialización permitió la producción barata de artículos corrientes usando las economías de escala [cita requerida] mientras el rápido crecimiento de la población creaba una demanda sostenida de materias primas. En este período fue el imperialismo del siglo XIX el qué le dio forma a la globalización.   Después de la guerra del Opio y la finalización de la conquista de la India por el imperio británico, gran cantidad de habitantes de esas regiones se volvieron consumidores de los productos que los europeos exportaban.En este período las áreas del África Subsahariana y las islas del Pacífico fueron incorporadas al sistema mundial. Mientras tanto, la conquista de nuevas partes del mundo, notablemente el África Subsahariana, produjo recursos naturales valiosos como caucho, diamantes y carbón, y ayudaron al comercio y la inversión entre los poderosos imperios Europeos, sus colonias, y los Estados Unidos.

Los habitantes de Londres podían ordenar por teléfono, mientras bebían su te matutino, variados productos de diferentes lugares del mundo y, razonablemente, esperaban que les llegaran pronto a la puerta de sus casas. El militarismo y el imperialismo y las rivalidades raciales y culturales eran poco más que divertimentos en sus periódicos. Que extraordinario episodio en el progreso económico de la humanidad fue esa era, la cual llegó a su fín en agosto de 1914.

Entre la globalización del siglo XIX y la del siglo XX hay grandes diferencias. Hay dos puntos principales en los cuales se puede ver la diferencia. Un punto es el comercio global en estos siglos así como el capital, la inversión y la economía.

### Comercio Mundial
El comercio global en el siglo XX muestra un mayor porcentaje de intercambio de productos comercializables, un crecimiento del comercio de servicios y la elevación de la producción y comercio por empresas multinacionales. Básicamente la producción de bienes comercializables en el siglo XX comparado con el siglo XIX, aumentó. Hay que ver que creció la cantidad de bienes comercializables que fueron producidos para el comercio de mercancías.   También el comercio de servicios cobró mayor importancia en el siglo XX comparado con el siglo XIX. El último punto que distingue el comercio mundial en el siglo XIX comparado con el comercio mundial del siglo XX, es el alcance de la cooperación multinacional. En el siglo XX se pueden ver "grandes avances" en cooperación multinacional comparado con el siglo XIX. Antes que empezara el siglo XX, solo había inversión de cartera, pero no había inversión Directa relacionada con el comercio o con la producción.
La integración comercial ha mejorado desde el siglo pasado, las barreras y dificultades comerciales son menores y los costos de transporte han disminuido.   Se han firmado tratados y convenios de comercio internacional, como el Acuerdo General sobre Aranceles Aduaneros y Comercio (Gatt, por sus siglas en inglés), Tratado de Libre Comercio de América del Norte (Nafta, por sus siglas en inglés), la Unión Europea (EU) ha eliminado aranceles entre los países que la componen, y la Organización Mundial del Comercio. Desde 1890 y hasta después de la Primera Guerra Mundial la inestabilidad en el comercio fue un problema, pero en el período de pos guerra ha habido una expansión económica que trajo estabilidad. Las naciones han cuidado su producción propia; se han asegurado de que los bienes importados del extranjero no sofocaran sus propios productos causando desempleo y a veces inestabilidad social. Los cambios tecnológicos han causado una disminución de los costos de transporte; hoy día se tarda apenas unas pocas horas en transportar productos entre continentes, en lugar de las semanas o incluso meses del siglo XIX.
Para considerar la crisis financiera una de las claves diferenciales es el régimen monetario. En el siglo XIX la unidad de intercambio era el patrón oro. En cambio en el siglo XX el régimen monetario se volvió más flexible. Además, en el siglo XIX los países habían desarrollado entidades crediticias efectivas de último recurso, pero no era así en la periferia y los países sufrieron las consecuencias.   Un siglo después había una red de seguridad doméstica en la mayoría de los países en desarrollo de manera que las corridas bancarias se transformaron en situaciones donde la deuda del insolvente sistema bancario eran cubiertas por el gobierno. La recuperación de las crisis del sistema bancario es otra diferencia clave. Ha tendido a empezar antes en períodos recientes que en los típicos episodios de crisis de un siglo atrás. En el siglo XIX no había paquetes de rescate internacionales disponibles para economías en desarrollo. Pero en épocas recientes estos rescates fueron un componente típico del paisaje financiero mundial.
El flujo de información era un inconveniente importante en el siglo XIX. Antes del cable transatlántico y la radiotelefonía, la información tardaba mucho en viajar de un sitio a otro. Entonces esto significaba que analizar la información era muy difícil. Por ejemplo, no era fácil distinguir el crédito bueno del malo. Así, la asimería en la información jugó un rol muy importante en las inversiones internacionales. Los bonos del ferrocarril son un buen ejemplo. También había problemas en los contratos. Era muy difícil para las compañías que trabajaban en el exterior gerenciar sus operaciones en otros lugares del mundo, lo que era con claridad una gran barrera para las inversiones. Varios factores macroeconómicos como los riesgos de intercambios y las políticas monetarias inciertas eran también una gran barrera para las inversiones internacionales. En los Estados Unidos los estándares a nivel de contabilidad no estaban lo suficientemente desarrollados en el siglo XIX. Los inversores británicos jugaron un rol importante en transferir sus prácticas contables a los nuevos mercados emergentes.

## Después de la Primera Guerra Mundial: el colapso de la globalización
La primera fase de la "globalización moderna" comenzó al principio del siglo XX con la Primera Guerra Mundial. La red europea dominante fue crecientemente confrontada con imágenes e historias de "otros", así ellos se arrogaban el papel de guardianes mundiales de la ley y la moralidad universales. Las acciones racistas y desiguales se volvieron parte de sus prácticas en la búsqueda de materiales y recursos en otras regiones del mundo. El incremento del comercio mundial desde antes de 1850 hasta antes que la Primera Guerra Mundial terminara en 1918 fue un incentivo para las bases del dominio colonial directo de los países de Hemisferio Sur. Desde entonces otras monedas europeas se volvieron de circulación masiva, la necesidad de tener bases de recursos fue imperativa. El novelista Victor Maslin Yeates criticó los poderes financieros de la globalización como uno de los factores que generaron la Primera Guerra Mundial.  Los poderes financieros parecen haber sido parcialmente responsables en causar la Primera Guerra Mundial. Un ejemplo de esto sería el dominio colonial francés sobre África durante el siglo XX. Antes de que estallara la Primera Guerra Mundial no había objetivos específicos para las guerras en África de parte de Francia, lo cual dejaba a los Áfricanos en un estado de "no lugar". El potencial militar de África fue el primero en ser enfatizado de manera diferente a su potencial económico... al menos al principio. El interés de Francia en el potencial militar del África francesa no fue aceptado inmediatamente. Los Áfricanos que pertenecieron al ejército francés fueron tratados como si fueran inferiores por los franceses. El incentivo económico del dominio colonial llegó en 1917, cuando Francia enfrentó una crisis en la provisión de alimentos. Esto ocurrió después del estallido de la guerra que dejó a Francia sin la posibilidad de autoabastecerse en materia de agricultura debido a la escasez de fertilizantes y maquinaria en 1917.

## Post-Segunda Guerra Mundial: el resurgimiento de la Globalización.
La globalización, desde la Segunda Guerra Mundial, es en parte el resultado de la planificación de los políticos para romper con los límites que impiden el comercio. Sus trabajos llevaron a la conferencia de Bretton Woods, un convenio entre los principales políticos de mundo para establecer los marcos del comercio y las finanzas internacionales, y la fundación de varias instituciones internacionales que intentaron supervisar el proceso de globalización. La globalización también fue conducida por la expansión mundial de corporaciones multinacionales de origen norteamericano y europeo, y el intercambio mundial de las nuevas creaciones en ciencia, tecnología y producción, cuyas invenciones más importantes tienen sus orígenes en el mundo occidental según la Enciclopedia Británica. La exportación mundial de la cultura occidental ocurrió a través de los nuevos medios masivos: películas, radio y televisión y discos. El desarrollo y el crecimiento del transporte internacional y de la telecomunicación jugaron un rol decisivo en la globalización moderna. 
Estas instituciones incluyen el Banco Internacional de Reconstrucción y Desarrollo (el Banco Mundial) y el Fondo Monetario Internacional. La globalización ha sido más fácil gracias a los avances tecnológicos que han reducido los costos comerciales y las rondas de negociaciones de comercio, que originalmente estuvieron bajo los auspicios del Acuerdo General sobre Aranceles Aduaneros y Comercio (GATT), lo que llevó a una serie de acuerdos para quitar restricciones sobre el libre comercio.
Desde la Segunda Guerra Mundial, las barreras del comercio internacional han sido considerablemente menores gracias a los acuerdos internacionales -GATT-. Las iniciativas particulares llevadas a cabo como resultado del GATT y de la Organización Mundial de Comercio (OMC), de la cual el GATT es la base, han incluido:
- Fomento del libre comercio:
  - Eliminación de tarifas; creación de zonas de libre comercio con pequeñas tarifas o sin ellas.
  - Reducción de los costes de transporte, especialmente resultado de desarrollo de contenedores para transporte marítimo.
  - Reducción o eliminación de controles del capital.
  - Reducción, eliminación o coordinación de subsidios para negocios locales.
  - Creación de subsidios para las corporaciones globales.
  - Armonización de las leyes de propiedad intelectual, a través de la mayoría de los estados con más restricciones.
  - Reconocimiento internacional de las restricciones en propiedad intelectual (por ejemplo, las patentes concedidas por China deben ser reconocidas en los Estados Unidos).

La globalización cultural, conducida por las tecnologías de la comunicación y el marketing internacional de las industrias culturales occidentales, fue entendida al principio como un proceso de homogeneización, que hacía que la dominación global de la cultura norteamericana sacrificara la diversidad tradicional.   Sin embargo, un movimiento opuesto fue evidente poco después con el surgimiento de movimientos de protesta contra la globalización y que le dieron un nuevo impulso a la defensa de la singularidad, individualidad, identidad local.
La Ronda Uruguay (1986 al 1994) llevó a la creación de la Organización Mundial de Comercio para mediar disputas comerciales y establecer una plataforma uniforme para el intercambio.   Otros tratados bilaterales y multilaterales comerciales, incluso el Tratado de la Unión Europea y el Tratado de Libre Comercio de América del Norte (NAFTA) han sido firmados también persiguiendo la meta de reducir tarifas y barreras en el comercio.
Las exportaciones mundiales crecieron de un 8,5% del Producto Bruto Mundial en 1970 a un 16,2% en el 2001.
En los años noventa, el crecimiento de las redes de comunicación de bajo costo permitió que los trabajos que se hacían en ordenador se trasladaran a lugares donde se pagaban sueldos más bajos, en varios tipos de empleo. Esto incluía contabilidad, desarrollo de software y diseño de ingeniería.
A finales de los 2000, gran parte del Mundo industrializado entró en una recesión profunda. Algunos analistas dicen que el mundo está atravesando un periodo de desglobalización después de años de una creciente integración económica. China desde el 2009 se ha convertido en el mayor exportador mundial superando a Alemania.